# Camponotus absquatulator
Camponotus absquatulator is een mierensoort uit de onderfamilie van de schubmieren (Formicinae). De wetenschappelijke naam van de soort is voor het eerst geldig gepubliceerd in 2006 door Snelling, R.R..